# Società Sportiva Juve Stabia 2015-2016
Questa voce raccoglie le informazioni riguardanti la Società Sportiva Juve Stabia nelle competizioni ufficiali della stagione 2015-2016.

## Divise e sponsor
Lo sponsor tecnico per la stagione 2015-2016 è Fly Line, mentre lo sponsor ufficiale è Marigo Pharma e il co-sponsor Banca Stabiese.
| Casa | Trasferta | Terza divisa | Portiere |

## Organigramma societario
Di seguito sono riportati i membri dello staff della Juve Stabia.
Area direttiva
- Presidente: Giovanni Improta
- Direttore generale: Clemente Filippi
- Segretario generale: Raffaele Persico
- Segretario sportivo: Rosario Imparato
- Responsabile biglietteria: Giuseppe Di Maio
- Resp. rapporti con istituzioni: Giuseppe Mari

Area organizzativa
- Delegato alla sicurezza dello stadio: Costantino Peccerillo
- Dirigente addetto arbitri: Giulio Vuolo Zurlo
- Responsabile sito web e grafica: Niko Scarica
- Accoglienza squadre ospiti: Giovanni Savastano
- Team manager: Alfredo Buonomo

Area comunicazione
- Responsabile ufficio stampa: Umberto Naclerio
- Ufficio stampa: Angelo Mirante, Giuseppe Amato

Area tecnica
- Direttore sportivo: Pasquale Logiudice
- Allenatore: Salvatore Ciullo, dal 13 ottobre 2015 Nunzio Zavettieri
- Preparatore portieri: Silvio Somma
- Preparatore atletico: Raffaele La Penna
- Collaboratore preparatore atletico: Luciano Landolfi
- Magazziniere: Vincenzo Guida
- Aiuto magazziniere: Sebastiano Di Ruocco

Area sanitaria
- Medico sociale: dott. Catello Di Somma
- Massofisioterapisti: Angelo Mascolo, Francesco Parisi
- Fisioterapista: Nicola Colaps

## Rosa
Di seguito è riportata la rosa della Juve Stabia.
| N. |                      | Ruolo | Calciatore          |
| -- | -------------------- | ----- | ------------------- |
|    | Italia (bandiera)    | P     | Carlo Mascolo       |
|    | Italia (bandiera)    | P     | Nicola Modesti      |
|    | Italia (bandiera)    | P     | Ciro Polito         |
|    | Italia (bandiera)    | P     | Stefano Russo       |
|    | Bulgaria (bandiera)  | D     | Živko Atanasov      |
|    | Italia (bandiera)    | D     | Tommaso Cancellotti |
|    | Italia (bandiera)    | D     | Luigi Carillo       |
|    | Italia (bandiera)    | D     | Sergio Contessa     |
|    | Italia (bandiera)    | D     | Daniele Liotti      |
|    | Italia (bandiera)    | D     | Marco Migliorini    |
|    | Italia (bandiera)    | D     | Francesco Mileto    |
|    | Rep. Ceca (bandiera) | D     | Jakub Navrátil      |
|    | Rep. Ceca (bandiera) | D     | Jan Polák           |
|    | Italia (bandiera)    | D     | Samuele Romeo       |
|    | Italia (bandiera)    | D     | Daniele Rosania     |
|    | Italia (bandiera)    | C     | Francesco Bombagi   |
|    | Italia (bandiera)    | C     | Vincenzo Carrotta   |
|    | Italia (bandiera)    | C     | Fabio Caserta       |

| N. |                    | Ruolo | Calciatore         |
| -- | ------------------ | ----- | ------------------ |
|    | Italia (bandiera)  | C     | Carlo De Risio     |
|    | Italia (bandiera)  | C     | Francesco Favasuli |
|    | Italia (bandiera)  | C     | Giulio Grifoni     |
|    | Italia (bandiera)  | C     | Nicholas Izzillo   |
|    | Italia (bandiera)  | C     | Stefano Maiorano   |
|    | Italia (bandiera)  | C     | Simone Mauro       |
|    | Nigeria (bandiera) | C     | Kenneth Obodo      |
|    | Italia (bandiera)  | A     | Pietro Arcidiacono |
|    | Italia (bandiera)  | A     | Daniele Bazzoffia  |
|    | Italia (bandiera)  | A     | Alessandro Celin   |
|    | Italia (bandiera)  | A     | Stefano Del Sante  |
|    | Senegal (bandiera) | A     | Abou Diop          |
|    | Italia (bandiera)  | A     | Alessandro Gatto   |
|    | Italia (bandiera)  | A     | Guido Gomez        |
|    | Italia (bandiera)  | A     | Francesco Lisi     |
|    | Italia (bandiera)  | A     | Francesco Nicastro |
|    | Italia (bandiera)  | A     | Francesco Ripa     |
|    | Italia (bandiera)  | A     | Maurizio Vella     |

## Calciomercato
Di seguito sono riportati i trasferimenti del calciomercato 2015-2016 della Juve Stabia.

### Sessione estiva(dal 01/07 al 31/08)
| Acquisti | Acquisti           | Acquisti       | Acquisti      |
| R.       | Nome               | da             | Modalità      |
| -------- | ------------------ | -------------- | ------------- |
| P        | Nicola Modesti     | Martina        | definitivo    |
| P        | Stefano Russo      | Parma          | definitivo    |
| D        | Francesco Mileto   | Robur Siena    | fine prestito |
| D        | Luigi Carillo      | Catania        | fine prestito |
| D        | Vincenzo Guarino   | Scandicci      | fine prestito |
| D        | Davide Ferrara     | Monza          | fine prestito |
| C        | Vincenzo Carrotta  | Arzanese       | fine prestito |
| C        | Kenneth Obodo      | Alessandria    | definitivo    |
| C        | Evans Osei         | Bologna        | fine prestito |
| C        | Antonio Palma      | Atalanta       | prestito      |
| C        | Carlo De Risio     | Benevento      | definitivo    |
| C        | Francesco Favasuli |                | svincolato    |
| A        | Daniele Bazzoffia  | Cittadella     | definitivo    |
| A        | Alessandro Celin   |                | svincolato    |
| A        | Salvatore Elefante | Sorrento       | fine prestito |
| A        | Maurizio Vella     | L'Aquila       | fine prestito |
| A        | Pietro Arcidiacono | Martina Franca | definitivo    |
| A        | Alessandro Gatto   | Hellas Verona  | prestito      |
| A        | Guido Gomez        | Sassuolo       | definitivo    |

| Cessioni | Cessioni              | Cessioni      | Cessioni      |
| R.       | Nome                  | a             | Modalità      |
| -------- | --------------------- | ------------- | ------------- |
| P        | Guido Mennella        | San Severo    | prestito      |
| P        | Matteo Pisseri        | Parma         | fine prestito |
| P        | Antonio Santurro      | Savoia        | fine prestito |
| P        | Gianmarco Fiory       | Pavia         |               |
| D        | Oliveira Jefferson    | Vicenza       | fine prestito |
| D        | Loris Bocchetti       | Ancona        |               |
| D        | Matteo Ciampi         | Sorrento      |               |
| D        | Davide Ferrara        |               | svincolato    |
| C        | Salvatore D'Ancora    | Bisceglie     |               |
| C        | Giovanni La Camera    | Pavia         |               |
| C        | Salvatore Burrai      |               | svincolato    |
| C        | William Jidayi        |               | svincolato    |
| C        | Evans Osei            | Torino        | prestito      |
| C        | Antonio Palma         | Atalanta      | fine prestito |
| A        | Salvatore Fabio Aveni | Akragas       |               |
| A        | Alfonso Gargiulo      |               | svincolato    |
| A        | Alessandro Carrozza   | Lecce         | fine prestito |
| A        | Matthias Lepiller     |               | svincolato    |
| A        | Samuel Di Carmine     | Perugia       | definitivo    |
| A        | Antonio Gammone       | Bari          | fine prestito |
| A        | Guido Gomez           | Sassuolo      | fine prestito |
| A        | Salvatore Elefante    | Versilia 1998 |               |

### Sessione invernale(dal 04/01 al 01/02)
| Acquisti | Acquisti          | Acquisti          | Acquisti      |
| R.       | Nome              | da                | Modalità      |
| -------- | ----------------- | ----------------- | ------------- |
| P        | Ciro Polito       |                   | svincolato    |
| D        | Živko Atanasov    |                   | svincolato    |
| D        | Jakub Navrátil    | Táborsko          | definitivo    |
| D        | Daniele Rosania   | Paganese          | definitivo    |
| C        | Giulio Grifoni    | Prato             | prestito      |
| C        | Nicholas Izzillo  | Ischia Isolaverde | definitivo    |
| A        | Stefano Del Sante | Pavia             | definitivo    |
| A        | Abou Diop         | Torino            | prestito      |
| A        | Gennaro Gisonni   | Turris            | fine prestito |
| A        | Francesco Lisi    | Rimini            | definitivo    |
| A        | Claudio Pagano    | Fontanafredda     | fine prestito |

| Cessioni | Cessioni           | Cessioni          | Cessioni   |
| R.       | Nome               | a                 | Modalità   |
| -------- | ------------------ | ----------------- | ---------- |
| P        | Nicola Modesti     | Ischia Isolaverde | definitivo |
| D        | Marco Migliorini   | Avellino          | definitivo |
| D        | Francesco Mileto   | Messina           | definitivo |
| C        | Luigi Buondonno    | Frattese          | prestito   |
| C        | Carlo De Risio     | Padova            | definitivo |
| A        | Pietro Arcidiacono | Foggia            | definitivo |
| A        | Daniele Bazzoffia  | Pontedera         | definitivo |
| A        | Francesco Bombagi  | Catania           | definitivo |
| A        | Gennaro Gisonni    | Lanusei           | prestito   |
| A        | Claudio Pagano     | Gragnano          | prestito   |
| A        | Maurizio Vella     | Paganese          | definitivo |

## Risultati

### Lega Pro

#### Girone di andata
| Arbitro: | Dionisi (L'Aquila) |

|                |           |  |
| Cason 60’, 80’ | Marcatori |  |

| Arbitro: | Marinelli (Tivoli) |

|  |           |            |
|  | Marcatori | 49’ Papini |

| Arbitro: | Giovani (Grosseto) |

|                |           |                    |
| Razzitti 45+1’ | Marcatori | 52’ Ripa 85’ Gomez |

| Arbitro: | Prontera (Bologna) |

|                |           |             |
| Migliorini 27’ | Marcatori | 90+5’ Gurma |

| Arbitro: | Baroni (Firenze) |

|                 |           |                         |
| Arcidiacono 15’ | Marcatori | 7’ Negro 79’ De Angelis |

| Arbitro: | Luciano (Lamezia Terme) |

|                          |           |  |
| Baclet 12’ Cristea 90+2’ | Marcatori |  |

| Arbitro: | Forneau (Roma) |

|              |           |            |
| Contessa 33’ | Marcatori | 27’ Criaco |

| Arbitro: | Bichisecchi (Livorno) |

|  |           |                |
|  | Marcatori | 29’, 83’ Polák |

| Arbitro: | Ranaldi (Tivoli) |

|                            |           |           |
| Contessa 27’ Bombagi 90+5’ | Marcatori | 31’ Calil |

| Matera 7 novembre 2015, ore 20:30 CET 10ª giornata | Matera            | 0 – 0 referto | Juve Stabia | Stadio XXI Settembre - Franco Salerno (2.500 spett.)\| Arbitro: \| Massimi (Termoli) \| |
| Arbitro:                                           | Massimi (Termoli) |               |             |                                                                                         |

| Arbitro: | Perotti (Legnano) |

|                       |           |           |
| Migliorini 81’ (aut.) | Marcatori | 51’ Gomez |

| Arbitro: | Capone (Palermo) |

|                 |           |               |
| Arcidiacono 35’ | Marcatori | 58’ Grandolfo |

| Messina 29 novembre 2015, ore 15:00 CET 13ª giornata | Messina              | 0 – 0 referto | Juve Stabia | Stadio San Filippo (2.850 spett.)\| Arbitro: \| Pagliardini (Arezzo) \| |
| Arbitro:                                             | Pagliardini (Arezzo) |               |             |                                                                         |

| Arbitro: | Andreini (Forlì) |

|                                                           |           |                                                                |
| Nicastro 3’, 23’ Arcidiacono 10’ Migliorini 38’ Obodo 52’ | Marcatori | 5’ Kanoute 32’ Mancino 45+2’ Florio 87’ Patti 89’ (aut.) Romeo |

| Arbitro: | Guarino (Caltanissetta) |

|             |           |                   |
| Strasser 8’ | Marcatori | 71’, 89’ Nicastro |

| Castellammare di Stabia 19 dicembre 2015, ore 20:30 CET 16ª giornata | Juve Stabia      | 0 – 0 referto | Monopoli | Stadio Romeo Menti (678 spett.)\| Arbitro: \| Proietti (Terni) \| |
| Arbitro:                                                             | Proietti (Terni) |               |          |                                                                   |

| Arbitro: | Paolini (Ascoli Piceno) |

|              |           |              |
| Iemmello 38’ | Marcatori | 11’ Nicastro |

#### Girone di ritorno
| Arbitro: | De Remigis (Teramo) |

|                |           |             |
| Arcidiacono 8’ | Marcatori | 31’ Herrera |

| Arbitro: | Luciano (Lamezia Terme) |

|                         |           |  |
| Surraco 20’ Cosenza 52’ | Marcatori |  |

| Arbitro: | Panarese (Lecce) |

|          |           |           |
| Diop 47’ | Marcatori | 41’ Patti |

| Arbitro: | Pietropaolo (Modena) |

|                                        |           |                                 |
| Guerri 4’ Cunzi 7’, 43’ Caccavallo 23’ | Marcatori | 22’, 72’ Nicastro 89’ Del Sante |

| Arbitro: | Strippoli (Bari) |

|              |           |          |
| Bonifazi 53’ | Marcatori | 70’ Diop |

| Arbitro: | Ranaldi (Tivoli) |

|                                                                        |           |  |
| Del Sante 23’ Izzillo 29’ Gabrieli 33’ (aut.) Diop 36’ Lisi 58’, 90+1’ | Marcatori |  |

| Arbitro: | Viotti (Tivoli) |

|                             |           |          |
| Arrighini 16’ La Mantia 30’ | Marcatori | 47’ Diop |

| Arbitro: | Chindemi (Viterbo) |

|                                     |           |               |
| Lisi 45’ Del Sante 47’ Nicastro 86’ | Marcatori | 13’ Di Piazza |

| Arbitro: | Schirru (Nichelino) |

|             |           |          |
| Bombagi 27’ | Marcatori | 38’ Diop |

| Arbitro: | Bichisecchi (Livorno) |

|          |           |               |
| Lisi 83’ | Marcatori | 13’ Infantino |

| Arbitro: | Paolini (Ascoli Piceno) |

|  |           |               |
|  | Marcatori | 45’ Del Pinto |

| Andria 2 aprile 2016, ore 15:00 CEST 29ª giornata | Fidelis Andria   | 0 – 0 referto | Juve Stabia | Stadio Degli Ulivi (2.401 spett.)\| Arbitro: \| Proietti (Terni) \| |
| Arbitro:                                          | Proietti (Terni) |               |             |                                                                     |

| Arbitro: | Amabile (Vicenza) |

|                                 |           |             |
| Favasuli 73’ (rig.), 77’ (rig.) | Marcatori | 7’ Scardina |

| Arbitro: | Mancini (Fermo) |

|  |           |          |
|  | Marcatori | 51’ Diop |

| Arbitro: | Candeo (Este) |

|                                     |           |                           |
| Nicastro 2’, 89’ Obodo 68’ Diop 75’ | Marcatori | 9’ Prutsch 19’ Morbidelli |

| Arbitro: | Perotti (Legnano) |

|                                                 |           |  |
| Pinto 19’ Di Mariano 34’ Esposito 61’ Viola 64’ | Marcatori |  |

| Arbitro: | Guccini (Albano Laziale) |

|          |           |                              |
| Diop 69’ | Marcatori | 6’, 32’ Iemmello 29’ Chiricò |

### Coppa Italia

#### Primo turno
| Arbitro: | Marinelli (Tivoli) |

|                        |           |  |
| Nicastro 40’ Gatto 61’ | Marcatori |  |

#### Secondo turno
| Arbitro: | Di Paolo (Avezzano) |

|  |           |                       |
|  | Marcatori | 22’ Gomez 90+3’ Gatto |

#### Terzo turno
| Arbitro: | Minelli (Varese) |

|            |           |  |
| Loviso 56’ | Marcatori |  |

### Coppa Italia Lega Pro

#### Sedicesimi di finale
| Arbitro: | Strippoli (Bari) |

|                     |           |                  |
| Viola 13’, 63’, 76’ | Marcatori | 54’ (rig.) Celin |

## Statistiche
Statistiche aggiornate al 7 maggio 2016.

### Statistiche di squadra
| Competizione          | Punti | In casa | In casa | In casa | In casa | In casa | In casa | In trasferta | In trasferta | In trasferta | In trasferta | In trasferta | In trasferta | Totale | Totale | Totale | Totale | Totale | Totale | DR |
| Competizione          | Punti | G       | V       | N       | P       | Gf      | Gs      | G            | V            | N            | P            | Gf           | Gs           | G      | V      | N      | P      | Gf     | Gs     | DR |
| --------------------- | ----- | ------- | ------- | ------- | ------- | ------- | ------- | ------------ | ------------ | ------------ | ------------ | ------------ | ------------ | ------ | ------ | ------ | ------ | ------ | ------ | -- |
| Lega Pro              | 42    | 17      | 5       | 8       | 4       | 30      | 23      | 17           | 4            | 7            | 6            | 15           | 22           | 34     | 9      | 15     | 10     | 45     | 45     | 0  |
| Coppa Italia          | -     | 1       | 1       | 0       | 0       | 2       | 0       | 2            | 1            | 0            | 1            | 2            | 1            | 3      | 2      | 0      | 1      | 4      | 1      | +3 |
| Coppa Italia Lega Pro | -     | -       | -       | -       | -       | -       | -       | 1            | 0            | 0            | 1            | 1            | 3            | 1      | 0      | 0      | 1      | 1      | 3      | -2 |
| Totale                | 42    | 18      | 6       | 8       | 4       | 32      | 23      | 20           | 5            | 7            | 8            | 18           | 26           | 38     | 11     | 15     | 12     | 50     | 49     | +1 |

### Andamento in campionato
| Giornata  | 1  | 2  | 3  | 4  | 5  | 6  | 7  | 8  | 9 | 10 | 11 | 12 | 13 | 14 | 15 | 16 | 17 | 18 | 19 | 20 | 21 | 22 | 23 | 24 | 25 | 26 | 27 | 28 | 29 | 30 | 31 | 32 | 33 | 34 |
| --------- | -- | -- | -- | -- | -- | -- | -- | -- | - | -- | -- | -- | -- | -- | -- | -- | -- | -- | -- | -- | -- | -- | -- | -- | -- | -- | -- | -- | -- | -- | -- | -- | -- | -- |
| Luogo     | T  | C  | T  | C  | C  | T  | C  | T  | C | T  | T  | C  | T  | C  | T  | C  | T  | C  | T  | C  | T  | T  | C  | T  | C  | T  | C  | C  | T  | C  | T  | C  | T  | C  |
| Risultato | P  | P  | V  | N  | P  | P  | N  | V  | V | N  | N  | N  | N  | N  | V  | N  | N  | N  | P  | N  | P  | N  | V  | P  | V  | N  | N  | P  | N  | V  | V  | V  | P  | P  |
| Posizione | 13 | 15 | 10 | 11 | 12 | 15 | 13 | 11 | 9 | 9  | 10 | 10 | 11 | 11 | 9  | 10 | 10 | 10 | 11 | 12 | 13 | 13 | 10 | 11 | 10 | 11 | 11 | 11 | 11 | 11 | 10 | 9  | 10 | 10 |

Fonte:  Lega Pro Girone C 2015/2016, su calcio.com.
Legenda:

Luogo: C = Casa; T = Trasferta. Risultato: V = Vittoria; N = Pareggio; P = Sconfitta.

### Statistiche dei giocatori
Sono in corsivo i calciatori che hanno lasciato la società a stagione in corso.
| Giocatore      | Lega Pro | Lega Pro | Lega Pro    | Lega Pro   | Coppa Italia | Coppa Italia | Coppa Italia | Coppa Italia | Coppa Italia Lega Pro | Coppa Italia Lega Pro | Coppa Italia Lega Pro | Coppa Italia Lega Pro | Totale   | Totale | Totale      | Totale     |
| Giocatore      | Presenze | Reti     | Ammonizioni | Espulsioni | Presenze     | Reti         | Ammonizioni  | Espulsioni   | Presenze              | Reti                  | Ammonizioni           | Espulsioni            | Presenze | Reti   | Ammonizioni | Espulsioni |
| -------------- | -------- | -------- | ----------- | ---------- | ------------ | ------------ | ------------ | ------------ | --------------------- | --------------------- | --------------------- | --------------------- | -------- | ------ | ----------- | ---------- |
| P. Arcidiacono | 16       | 4        | 3           | 0          | 3            | 0            | 0            | 0            | -                     | -                     | -                     | -                     | 19       | 4      | 3           | 0          |
| Ž. Atanasov    | 2        | 0        | 0           | 0          | -            | -            | -            | -            | -                     | -                     | -                     | -                     | 2        | 0      | 0           | 0          |
| D. Bazzoffia   | -        | -        | -           | -          | -            | -            | -            | -            | -                     | -                     | -                     | -                     | -        | -      | -           | -          |
| F. Bombagi     | 8        | 1        | 0           | 0          | -            | -            | -            | -            | -                     | -                     | -                     | -                     | 8        | 1      | 0           | 0          |
| T. Cancellotti | 26       | 0        | 11          | 1          | 3            | 0            | 1            | 0            | -                     | -                     | -                     | -                     | 29       | 0      | 12          | 1          |
| L. Carillo     | 10       | 0        | 1           | 0          | -            | -            | -            | -            | 1                     | 0                     | 0                     | 0                     | 11       | 0      | 1           | 0          |
| V. Carrotta    | 16       | 0        | 5           | 0          | 3            | 0            | 1            | 0            | -                     | -                     | -                     | -                     | 19       | 0      | 6           | 0          |
| F. Caserta     | 2        | 0        | 1           | 0          | -            | -            | -            | -            | -                     | -                     | -                     | -                     | 2        | 0      | 1           | 0          |
| A. Celin       | 5        | 0        | 0           | 0          | -            | -            | -            | -            | 1                     | 1                     | 0                     | 0                     | 6        | 1      | 0           | 0          |
| S. Contessa    | 28       | 2        | 5           | 0          | 3            | 0            | 1            | 0            | -                     | -                     | -                     | -                     | 31       | 2      | 6           | 0          |
| S. Del Sante   | 14       | 3        | 2           | 0          | -            | -            | -            | -            | -                     | -                     | -                     | -                     | 14       | 3      | 2           | 0          |
| C. De Risio    | 8        | 0        | 1           | 0          | 1            | 0            | 0            | 0            | -                     | -                     | -                     | -                     | 9        | 0      | 1           | 0          |
| A. Diop        | 15       | 8        | 2           | 0          | -            | -            | -            | -            | -                     | -                     | -                     | -                     | 15       | 8      | 2           | 0          |
| F. Favasuli    | 24       | 2        | 6           | 0          | -            | -            | -            | -            | -                     | -                     | -                     | -                     | 24       | 2      | 6           | 0          |
| A. Gatto       | 19       | 0        | 3           | 0          | 3            | 2            | 0            | 0            | -                     | -                     | -                     | -                     | 22       | 2      | 3           | 0          |
| G. Gomez       | 26       | 2        | 5           | 0          | 2            | 1            | 0            | 0            | -                     | -                     | -                     | -                     | 28       | 3      | 5           | 0          |
| G. Grifoni     | 4        | 0        | 0           | 0          | -            | -            | -            | -            | -                     | -                     | -                     | -                     | 4        | 0      | 0           | 0          |
| N. Izzillo     | 9        | 1        | 2           | 0          | -            | -            | -            | -            | -                     | -                     | -                     | -                     | 9        | 1      | 2           | 0          |
| D. Liotti      | 23       | 0        | 7           | 0          | 3            | 0            | 0            | 0            | -                     | -                     | -                     | -                     | 26       | 0      | 7           | 0          |
| F. Lisi        | 15       | 4        | 0           | 0          | -            | -            | -            | -            | -                     | -                     | -                     | -                     | 15       | 4      | 0           | 0          |
| M. Migliorini  | 16       | 2        | 3           | 0          | -            | -            | -            | -            | -                     | -                     | -                     | -                     | 16       | 2      | 3           | 0          |
| F. Mileto      | -        | -        | -           | -          | -            | -            | -            | -            | 1                     | 0                     | 0                     | 0                     | 1        | 0      | 0           | 0          |
| S. Maiorano    | 13       | 0        | 1           | 1          | 3            | 0            | 0            | 0            | -                     | -                     | -                     | -                     | 16       | 0      | 1           | 1          |
| C. Mascolo     | 1        | -3       | 0           | 0          | -            | -            | -            | -            | -                     | -                     | -                     | -                     | 1        | -3     | 0           | 0          |
| S. Mauro       | 1        | 0        | 0           | 0          | -            | -            | -            | -            | 1                     | 0                     | 0                     | 0                     | 2        | 0      | 0           | 0          |
| N. Modesti     | 1        | -1       | 0           | 0          | -            | -            | -            | -            | 1                     | -3                    | 0                     | 0                     | 2        | -4     | 0           | 0          |
| J. Navratil    | 4        | 0        | 1           | 0          | -            | -            | -            | -            | -                     | -                     | -                     | -                     | 4        | 0      | 1           | 0          |
| F. Nicastro    | 29       | 10       | 2           | 1          | 3            | 1            | 0            | 0            | -                     | -                     | -                     | -                     | 32       | 11     | 2           | 1          |
| K. Obodo       | 31       | 2        | 5           | 1          | 1            | 0            | 0            | 0            | -                     | -                     | -                     | -                     | 32       | 2      | 5           | 1          |
| A. Palma       | 1        | 0        | 0           | 0          | 1            | 0            | 0            | 0            | -                     | -                     | -                     | -                     | 2        | 0      | 0           | 0          |
| J. Polák       | 32       | 2        | 6           | 0          | 3            | 0            | 0            | 0            | -                     | -                     | -                     | -                     | 35       | 2      | 6           | 0          |
| C. Polito      | 17       | -21      | 3           | 0          | -            | -            | -            | -            | -                     | -                     | -                     | -                     | 17       | -21    | 3           | 0          |
| R. Ripa        | 3        | 1        | 1           | 0          | 1            | 0            | 1            | 0            | -                     | -                     | -                     | -                     | 4        | 1      | 2           | 0          |
| S. Romeo       | 20       | 0        | 4           | 0          | 1            | 0            | 0            | 0            | -                     | -                     | -                     | -                     | 21       | 0      | 4           | 0          |
| D. Rosania     | 3        | 0        | 1           | 0          | -            | -            | -            | -            | -                     | -                     | -                     | -                     | 3        | 0      | 1           | 0          |
| S. Russo       | 17       | -21      | 0           | 0          | 3            | -1           | 1            | 0            | -                     | -                     | -                     | -                     | 20       | -22    | 1           | 0          |
| M. Vella       | 9        | 0        | 2           | 0          | 3            | 0            | 0            | 0            | -                     | -                     | -                     | -                     | 12       | 0      | 2           | 0          |

## Giovanili

### Organigramma
Di seguito sono riportati i membri dello staff della Juve Stabia.
- Direttore Responsabile: Alberico Turi
- Segretario: Vincenzo Esposito
- Capo Osservatori: Eduardo Maresca
- Osservatori: Saby Mainolfi, Achille Bello, Raffaele La Torre, Lorenzo Capuano, Antonio De Gennaro
- Dirigenti Accompagnatori: Salvatore Avallone, Vincenzo Buonomo, Raffaele Sabatino

### Piazzamenti
- Berretti: 7ª nel girone C.
- Allievi nazionali:
- Giovanissimi nazionali:
- Giovanissimi regionali: